# 675 Ludmilla
Ludmilla (asteroide 675) é um asteroide da cintura principal com um diâmetro de 76 quilómetros, a 2,2024725 UA. Possui uma excentricidade de 0,2042498 e um período orbital de 1 681,88 dias (4,61 anos).
Ludmilla tem uma velocidade orbital média de 17,90300211 km/s e uma inclinação de 9,80224º.
Esse asteroide foi descoberto em 30 de Agosto de 1908 por Joel Metcalf.